# Kontraktswhist
Kontraktswhist är ett kortspel för fyra deltagare som spelar ihop parvis. Det uppfanns omkring 1930 av den brittiske bridgeexperten Hubert Phillips och har många beröringspunkter med kontraktsbridge.
Spelet inleds med en budgivning för att utse en spelförare, som tillsammans med sin partner ska försöka spela hem minst det antal stick som kontraktet, det vill säga det vinnande budet, innebär. Buden är desamma som i kontraktsbridge.
Om kontraktet spelas hem, får spelföraren sida poäng efter kontraktets värde och dessutom extra poäng om fler stick vunnits än vad kontraktet kräver. Om spelförarens sida misslyckats, är det i stället motspelarna som får poäng. När ett av paren vunnit två game (omgångar bestående av en eller flera givar), belönas detta med ytterligare poäng. Alla poäng summeras därefter. Det par som har flest poäng vinner hela partiet, och det är oftast, men inte alltid, det par som vunnit två game. Avgörande för vilken sida som är vinnare av ett game är poängsumman för de hemspelade kontrakten.